# Señorío de Benferri
El Señorío de Benferri fue concedido a Jaime de Rocamora y Rocamora a mediados del siglo XV por el Rey de Aragón Alfonso V. 

## Historia
Las plazas de Benferri, Puebla de Rocamora y La Granja, en la actual provincia de Alicante, eran heredades que no se sostenían a ningún tipo de título nobiliario y que pertenecían a la familia de los Rocamora desde el siglo XIII.
Tras erigirse el Señorío de Benferri, Jaime de Rocamora y Rocamora fue su I señor hasta su fallecimiento en 1468. Recibió de la Corona de Aragón junto al Señorío de Benferri, el de Puebla de Rocamora y el de La Granja. Estos territorios pertenecían a Jaime, heredados por línea sucesora de su padre Pedro Martín de Rocamora. A él le sucedió en los títulos su hijo Juan de Rocamora y Vázquez, II señor.
La muerte de Juan José de Rocamora y Ruiz, V señor de Benferri, vino seguida del reparto de las posesiones de la Casa de Rocamora. Su sucesor Francisco de Rocamora y Maza sólo consiguió mantener el Señorío de La Granja, mientras que su tío-abuelo Jaime Juan de Rocamora y Rocamora, no respetando sus derechos sucesorios, tomó posesión de los señoríos de Benferri y de Puebla de Rocamora, pasando a ser el VI señor. 
A partir de entonces, La Granja quedó desvinculada del señorío territorial del tronco principal de los Rocamora, aunque volvería a unirse más adelante al resto de posesiones ya en el siglo XVIII.
El VII señor Jaime de Rocamora y López Varea, emprendió la construcción de las 15 casas, necesarias para alcanzar la Jurisdicción Alfonsina, obteniendo para Benferri la independencia municipal con respecto a Orihuela en 1622, falleciendo meses después.
A Jaime lo sucedió su hijo Jerónimo de Rocamora y Thomas. El año de su toma de posesión, en 1622, mandó edificar la parroquia de San Jerónimo de Benferri. Jerónimo obtuvo del Rey Felipe IV los títulos nobiliarios de barón de Puebla de Rocamora en 1632 y de marqués de Rafal en 1636.
Este noble fue el punto de origen de la división de la familia Rocamora en una rama de señores de Benferri, descendiente de su primogénito Nicolás de Rocamora y Molins y otra rama de marqueses de Rafal, descendiente de su hijo Juan de Rocamora y García de Lasa, nacido de un segundo matrimonio.
Con Nicolás de Rocamora y Molins, IX señor de Benferri, el título quedaría separado de Puebla de Rocamora después de cuatro siglos de unión.
En tiempos del XIII señor de Benferri, Jaime de Rocamora y Cascante, el Señorío se volvería a unir a la Baronía de Puebla de Rocamora y al Marquesado de Rafal, de donde ya no se separaría hasta su abolición. 
El último señor de Benferri fue Vicente Melo de Portugal y Heredia, XVII señor, que había heredado el señorío de su madre junto al Marquesado de Rafal, el Condado de Granja de Rocamora y la Baronía de Puebla de Rocamora. Tras finalizar la Guerra de la Independencia, el tiempo del antiguo régimen había quedado atrás y los señoríos fueron abolidos.

## Línea de descendencia de la Casa de Rocamora
Desde el reparto de las tierras de la Vega Baja en 1265, hasta que se fundara el señorío de Benferri en el siglo XV, estos han sido los que han ostentado la jefatura de la Casa de Rocamora:
- Pedro Ramón de Rocamora (Pierre Roman de Rocamoure)

- Mosén Jaime de Rocamora

- Martín de Rocamora

- Pedro de Rocamora

- Pedro Martín de Rocamora (padre de Jaime de Rocamora y Rocamora, I señor de Benferri)

## Listado de los señores de Benferri
|                                  | Titular                                   | Periodo                          |
| Creación por Alfonso V de Aragón | Creación por Alfonso V de Aragón          | Creación por Alfonso V de Aragón |
| -------------------------------- | ----------------------------------------- | -------------------------------- |
| I                                | Jaime de Rocamora y Rocamora              | -1468                            |
| II                               | Juan de Rocamora y Vázquez                | 1468-                            |
| III                              | Pedro de Rocamora y Rocamora              |                                  |
| IV                               | Francisco de Rocamora y Rocamora          |                                  |
| V                                | Juan José de Rocamora y Ruiz              |                                  |
| VI                               | Jaime Juan de Rocamora y Rocamora         | –1534                            |
| VII                              | Jaime de Rocamora y López Varea           | 1534-1622                        |
| VIII                             | Jerónimo de Rocamora y Thomas             | 1622–1639                        |
| IX                               | Nicolás de Rocamora y Molins              | 1639-1641                        |
| X                                | Jerónimo José Juan de Rocamora y Cascante | 1641–1667                        |
| XI                               | Vicente de Rocamora y Ruiz                | 1667–1698                        |
| XII                              | Jerónimo de Rocamora y Cascante           | 1698–1722                        |
| XIII                             | Jaime de Rocamora y Cascante              | 1722–1740                        |
| XIV                              | Antonia de Rocamora y Heredia             | 1740–1751                        |
| XV                               | Antonio de Heredia y Rocamora             | 1751–1761                        |
| XVI                              | Antonia María de Heredia y Rocamora       | 1761-1808                        |
| XVII                             | Vicente Melo de Portugal y Heredia        | 1808-1812                        |

## Rehabilitación del antiguo título como Baronía
Alfonso XIII hizo entrega a María Mercedes Pardo-Manuel de Villena y Jiménez del título de Baronesa de Benferri, creado en base del antiguo señorío que quedó abolido tras la Constitución de 1812. La Real Carta de Rehabilitación fue expedida el 21 de junio de 1920.
El 30 de mayo de 1984 falleció sin descendencia la I baronesa de Benferri, siendo su sucesor su sobrino el Conde de Vía Manuel Carlos Pardo-Manuel de Villena y Verástegui, que actualmente ostenta los títulos de II barón de Benferri y XI conde de Vía Manuel.

## Listado de los barones de Benferri
|                           | Titular                                                 | Periodo                   |
| Creación por Alfonso XIII | Creación por Alfonso XIII                               | Creación por Alfonso XIII |
| ------------------------- | ------------------------------------------------------- | ------------------------- |
| I                         | María de las Mercedes Pardo-Manuel de Villena y Jiménez | 1920-1984                 |
| II                        | Carlos Pardo-Manuel de Villena y Verástegui             | 1984-actual titular       |

## Raíces de la Casa de Rocamora
La familia Rocamora procede de Pedro Ramón de Rocamora (Pierre Roman de Rocamoure), hijo del señor de Rocamoure, en la provincia francesa de Septimania (después Languedoc), al norte de los pirineos. Pedro Ramón era sobrino del Rey de Francia Luis VIII.
Pedro Ramón de Rocamora acompañó junto a otros nobles a Jaime I el Conquistador, Rey de Aragón y Conde de Barcelona, en varias de sus campañas de conquista.
El 25 de agosto de 1265, en el reparto de tierras hecho en Córdoba por el Rey de Castilla y León Alfonso X el Sabio, en que fueron repartidas las tierras de la Vega Baja entre aquellos partícipes de la toma de Orihuela, se le asignó a Pedro Ramón de Rocamora las heredades de Benferri, La Granja y Puebla de Rocamora.
La línea de descendencia de la Casa de Rocamora mantuvo sus posesiones unidas desde el siglo XIII hasta el siglo XVI, momento en que se produjo la primera división y separación de bienes en la Casa de Rocamora, quedando La Granja excluida del tronco principal.
Más adelante, en el siglo XVII, la línea se dividió nuevamente en dos ramas, descendientes de Jerónimo de Rocamora y Thomas, una de Juan de Rocamora y García de Lasa de marqueses de Rafal y la otra de su hermano paterno Nicolás de Rocamora y Molins de señores de Benferri.
La falta de sucesión de la línea de marqueses de Rafal hizo recaer al mayorazgo sobre la línea de señores de Benferri, que continuó el linaje hasta su extinción en 1751.